# 能見度

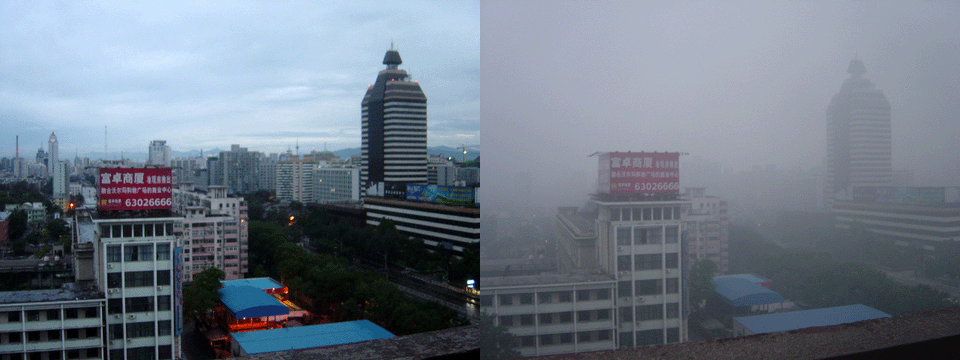
雨後（左）和霧气彌漫（右）的北京

能見度又稱可見度，指觀察者離物體多遠時仍然可以清楚看見該物體。氣象學中，能見度被定義為大氣的透明度，因此在氣象學裏，同一空氣的能見度在白天和晚上是一樣的。能見度的單位一般爲米或公里。能見度對於航空、航海和陸上運輸都非常重要。

## 能見度的高低
能見度通常要好，看的公里數遠，需要有下列因素：
1. 剛下過雨（通常是夏季午後雷陣雨：或颱風過後「也須視情況而定」）
2. 大氣擴散條件良好，懸浮微粒與污染物較容易擴散
3. 風向與地形配合
4. 風速
5. 颱風來臨前（視情況而定：但機會相對颱風剛過的高）

而低能見度出現的因素與時間，可能有下列因素所致：
1. 大氣擴散條件不好，懸浮微粒與污染物不容易擴散，天空上方容易形成污染層，並可能伴隨光化污染，二次污染
2. 下雨中
3. 有霾的時間
4. 逆溫

## 能見度的報告
能見度的呈現是按照世界氣象組織的數值調整指引。
| 儀器量度所得的能見度 | 數值向下調整的規則 |
| -------------------- | ------------------ |
| 100米 - 4999米       | 100米              |
| 5公里 - 30公里       | 1公里              |
| 31公里 - 50公里      | 5公里              |

例1.量度所得的能見度是1690米，報告為1600米；
例2.量度所得的能見度是9900米，報告為9公里；
例3.量度所得的能見度是39公里，報告為35公里。

## 資料來源
1. ↑  . 香港天文台. 2010-01-22  [2011-05-03]. （原始内容存档于2011-12-05）.

## 外部連結
- （页面存档备份，存于），中華民國環保署空氣品質監測網
- ，香港天文台分區天氣 能見度